# Melania Martinovic
Melania Martinovic (Roma, 26 maggio 1993) è una calciatrice italiana, attaccante della Lazio.

## Carriera

### Club
Melania Martinovic si avvicina allo sport fin dalla giovane età, affiancando al taekwondo e alla pallavolo, altre sue due passioni, il calcio, tesserandosi, a seguito di un provino positivo, con la Totti Soccer School giocando la stagione 2010-2011 nella formazione interamente femminile che partecipa alla Serie C Lazio, ottenendo con la squadra il sesto posto in classifica e, grazie alle sue 16 reti, il titolo di capocannoniere del torneo.
Nel successivo calciomercato estivo 2011 firma un accordo con l'Eurnova, società del quartiere romano di Europa, giocando ancora in Serie C regionale, mettendosi in luce e guadagnando la convocazione nella nazionale italiana Under-19 per il Torneo La Manga 2012.
Nell'estate 2012 compie ancora un passaggio di maglia, accasandosi alla Roma Calcio Femminile, blasonata società della capitale che ha deciso, dopo la retrocessione patita al termine della stagione 2011-2012, di iscriversi alla Serie C invece che alla Serie A2. Dopo un solo anno, in cui la Roma conquista il secondo posto nel girone unico della Serie C Lazio, debutta in Serie B dalla stagione 2013-2014, contribuendo a far raggiungere alla società il secondo posto del girone D, dietro solo alla Pink Sport Time.
Nell'estate del 2014, svincolatasi dalla Roma, sottoscrive un contratto con l'Acese, società di Acireale che punta a disputare un campionato nella parte alta della classifica. Martinovic contribuisce alla storica promozione alla Serie A della società riportando una squadra femminile sicula al livello di vertice del campionato italiano, tuttavia la rinuncia dell'Acese all'iscrizione svincola tutte le calciatrici della società prima dell'inizio del campionato.
Durante il calciomercato estivo 2016, riesce a sottoscrivere un accordo con il Chieti per giocare la stagione 2015-2016 in Serie B e con il quale, grazie anche alle 24 reti siglate in 20 (su 22) incontri, conquista la storica promozione alla Serie A che le era sfuggita l'anno prima. Durante la pausa estiva viene contattata dalla Lazio Beach Soccer femminile dove ha l'occasione, per la prima volta, di giocare nel campionato italiano di beach soccer, tuttavia continua l'attività di calcio a 11 stipulando un contratto con la Res Roma che le offre un posto nel reparto offensivo per la stagione entrante.
Lascia la Res Roma nel 2018, dopo la cessione del titolo sportivo all'A.S. Roma, accasandosi al Sassuolo, rimanendo così in Serie A.
Dopo soli 4 mesi cambia di nuovo squadra, passando al Mozzanica, altra compagine della massima serie.
Dopo la mancata iscrizione delle neroblù alla Serie A 2019-2020, in seguito al termine della collaborazione con l'Atalanta maschile, Martinovic passa alle toscane della Florentia S.G., rimanendo in massima serie.
Nel luglio 2021, dopo essere stata svincolata dal Florentia San Gimignano a seguito della cessione del titolo sportivo, si è trasferita alla Fiorentina, rimanendovi fino al gennaio 2022 quando la società annuncia il suo trasferimento a titolo definitivo alla Sampdoria. In questo periodo, sotto la direzione tecnica di Patrizia Panico matura 5 presenze su 11 incontri di campionato.
Nel gennaio 2025 viene acquistato dalla Lazio.

## Statistiche

### Presenze e reti nei club
Statistiche aggiornate al 3 maggio 2025.
| Stagione              | Squadra               | Campionato            | Campionato | Campionato | Coppe nazionali | Coppe nazionali | Coppe nazionali | Coppe continentali | Coppe continentali | Coppe continentali | Altre coppe | Altre coppe | Altre coppe | Totale | Totale |
| Stagione              | Squadra               | Comp                  | Pres       | Reti       | Comp            | Pres            | Reti            | Comp               | Pres               | Reti               | Comp        | Pres        | Reti        | Pres   | Reti   |
| --------------------- | --------------------- | --------------------- | ---------- | ---------- | --------------- | --------------- | --------------- | ------------------ | ------------------ | ------------------ | ----------- | ----------- | ----------- | ------ | ------ |
| 2012-2013             | Roma CF               | C                     | ?          | ?          |                 |                 | -               | -                  |                    | -                  | -           |             | -           | ?      | ?      |
| 2013-2014             | Roma CF               | B                     | 13         | 6          | CI              | ?               | ?               | -                  | -                  | -                  | -           | -           | -           | 13+    | 6+     |
| Totale Roma C.F.      | Totale Roma C.F.      | Totale Roma C.F.      | 13+        | 6+         |                 | ?               | ?               |                    | -                  | -                  |             | -           | -           | 13+    | 6+     |
| 2014-2015             | Acese                 | B                     | 23         | 16         | CI              | ?               | ?               |                    | -                  | -                  |             | -           | -           | 23+    | 16+    |
| 2015-2016             | Chieti                | B                     | 20         | 24         | CI              | ?               | ?               |                    | -                  | -                  |             | -           | -           | 20+    | 24+    |
| 2016-2017             | Res Roma              | A                     | 19         | 12         | CI              | 3               | 4               |                    | -                  | -                  |             | -           | -           | 22     | 16     |
| 2017-2018             | Res Roma              | A                     | 14         | 5          | CI              | 2               | 0               |                    | -                  | -                  |             | -           | -           | 16     | 5      |
| Totale Res Roma       | Totale Res Roma       | Totale Res Roma       | 33         | 17         |                 | 5               | 4               |                    | -                  | -                  |             | -           | -           | 38     | 21     |
| giu.-dic. 2018        | Sassuolo              | A                     | 19         | 0          | CI              | 4               | 0               |                    | -                  | -                  |             | -           | -           | 23     | 0      |
| dic. 2018-2019        | Mozzanica             | A                     | 13         | 4          | CI              | -               | -               |                    | -                  | -                  |             | -           | -           | 13     | 4      |
| 2019-2020             | Florentia S.G.        | A                     | 15         | 9          | CI              | 2               | 0               |                    | -                  | -                  |             | -           | -           | 17     | 9      |
| 2020-2021             | Florentia S.G.        | A                     | 22         | 6          | CI              | 4               | 3               |                    | -                  | -                  |             | -           | -           | 26     | 9      |
| Totale Florentia S.G. | Totale Florentia S.G. | Totale Florentia S.G. | 37         | 15         |                 | 6               | 3               |                    | -                  | -                  |             | -           | -           | 43     | 18     |
| giu. 2021-gen. 2022   | Fiorentina            | A                     | 5          | 0          | CI              | 2               | 0               |                    | -                  | -                  |             | -           | -           | 7      | 0      |
| gen.-giu.2022         | Sampdoria             | A                     | 10         | 2          | CI              | 2               | 0               |                    | -                  | -                  |             | -           | -           | 12     | 2      |
| 2022-2023             | Parma                 | A                     | 24         | 6          | CI              | 2               | 1               |                    | -                  | -                  |             | -           | -           | 26     | 7      |
| 2023-2024             | Como                  | A                     | 24         | 6          | CI              | 1               | 1               |                    | -                  | -                  |             | -           | -           | 25     | 7      |
| 2024-gen. 2025        | Napoli                | A                     | 13         | 0          | CI              | 2               | 1               | -                  | -                  | -                  | -           | -           | -           | 15     | 1      |
| gen.-giu. 2025        | Lazio                 | A                     | 9          | 0          | CI              | 0               | 0               |                    | -                  | -                  |             | -           | -           | 9      | 0      |
| Totale carriera       | Totale carriera       | Totale carriera       | 243+       | 96+        |                 | 24+             | 10+             |                    | -                  | -                  |             | -           | -           | 267+   | 106+   |

## Palmarès

### Club
- Campionato italiano di Serie B: 2

Acese: 2014-2015
Chieti: 2015-2016